# Caballeros Templarios
I Caballeros Templarios (in italiano Cavalieri templari) è stato un gruppo criminale messicano nato nello stato di Michoacán in Messico.
Nel marzo 2011 annunciarono pubblicamente la loro comparsa.
Si sono scissi dalla La Familia Michoacana.
Il nome di questo gruppo fa riferimento all'Ordine Militare dei Poveri Cavalieri di Cristo e del Tempio di Salomone, fondato a Gerusalemme per proteggere i pellegrini che risiedevano nei luoghi sacri alla cristianità durante la Prima Crociata nel 1118.
I suoi leader sono Enrique Plancarte "El Kikin" e Servando Gómez Martínez "La Tuta".

## Storia
Appena nati dichiararono di essere i protettori dello stato di Michoacán, appesero oltre 40 manifesti promettendo sicurezza ed impegnandosi ad evitare i furti, rapine ed estorsioni e di proteggere dalle altre organizzazioni. Dopo una settimana appesero la prima vittima da un cavalcavia con un cartello in cui si affermava fosse un rapitore.
Successivamente cominciò l'eliminazione dei capi de La Familia Michoacana.

## Esponenti di spicco
- Enrique Plancarte Solís ·
- Servando Gómez Martínez